# Liste der Monuments historiques in Vailly (Aube)
Die Liste der Monuments historiques in Vailly führt die Monuments historiques in der französischen Gemeinde Vailly auf.

## Liste der Objekte
| Bezeichnung                   | Beschreibung                                                       | Standort                              | Kennzeichnung | Schutzstatus | Datum | Bild |
| ----------------------------- | ------------------------------------------------------------------ | ------------------------------------- | ------------- | ------------ | ----- | ---- |
| Skulptur Heiliger Claudius    | Kalkstein, farbig gefasst und vergoldet, 18. Jahrhundert           | in der Kirche St-Nicolas (Lage)       | PM10003530    | Inscrit      | 1981  |      |
| Pietà                         | Kalkstein, farbig gefasst, 16. Jahrhundert                         | in der Kirche St-Nicolas (Lage)       | PM10003547    | Inscrit      | 1981  |      |
| Skulptur Unterweisung Mariens | Eichenholz, farbig gefasst und vergoldet, 16. Jahrhundert          | in der Kirche St-Nicolas (Lage)       | PM10002695    | Classé       | 1982  |      |
| Skulptur Madonna mit Kind     | Eichenholz, farbig gefasst, 18. Jahrhundert                        | in der Kirche St-Nicolas (Lage)       | PM10003548    | Inscrit      | 1981  |      |
| Skulptur Heiliger Eligius     | Kalkstein, farbig gefasst und vergoldet, 16. Jahrhundert           | in der Kirche St-Nicolas (Lage)       | PM10003549    | Inscrit      | 1981  |      |
| Sessel (1)                    | Eichenholz, Anfang des 19. Jahrhunderts; Verbleib unbekannt        | in der Kirche St-Nicolas (Lage)       | PM10002692    | Classé       | 1977  |      |
| Sessel (2)                    | Holz, erste Hälfte des 19. Jahrhunderts; Verbleib unbekannt        | in der Kirche St-Nicolas (Lage)       | PM10003529    | Inscrit      | 1976  |      |
| Zwei Engelsskulpturen         | Eichenholz, vergoldet, 18. Jahrhundert                             | in der Kirche St-Nicolas (Lage)       | PM10003531    | Inscrit      | 1981  |      |
| Relief Heiliger Nikolaus      | Kalkstein, 16. Jahrhundert                                         | außen an der Kirche St-Nicolas (Lage) | PM10002694    | Classé       | 1988  |      |
| Sessel (3)                    | Eichenholz, zweite Hälfte des 18. Jahrhunderts; Verbleib unbekannt | in der Kirche St-Nicolas (Lage)       | PM10002693    | Classé       | 1977  |      |